# Lago Ranco
Lago Ranco este un târg și comună din provincia Ranco, regiunea Los Ríos, Chile, cu o populație de 9.575 locuitori (2012) și o suprafață de 1763,3 km2.